# 김민정 (미스코리아)
김민정(1988년 12월 23일 ~ )은 2008년 제52회 대한민국 미스코리아 선발 대회에서 선(善)을 차지했다.

## 경력
- 2008년 제52회 미스코리아 선
- 2008년 제52회 미스코리아 대구 진

## 학력
- 대구대학교